# 破片杀伤

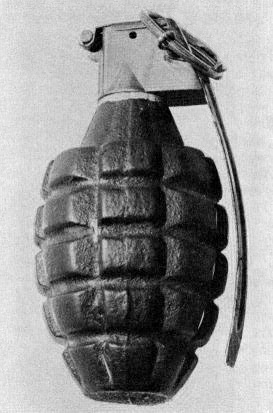
一枚二战时期的美国Mk 2手榴弹的开槽弹体。覆盖在其表面的沟槽有助于在投掷时抓牢它，一个常见的误解是手榴弹会沿着这些沟槽形成破片，但事实上并不是这样的。

S型地雷释放钢珠的示意图

破片杀伤是指炮兵抛射物（炮弹）、炸弹、手榴弹等爆炸时，其内部的炸药将外壳撕成许多破片来杀伤目标的过程。
该词在英语中也经常简化为frag，有时对于非预制的破片也称"shards"或"splinters"预制的破片套可以是球形、管形等多种形状，人们还在外壳上刻上花纹，认为这样就会使得破片成为差不多的大小和形状，但事实并非如此。人们还经常错误地把"shrapnel（榴霰杀伤）"当作破片，事实上榴霰弹得名于英军军官施拉普奈的将许多铁珠装进弹头的发明。（这种误解正如把所有肩扛式导弹都叫“巴祖卡”一样） 

## 画廊

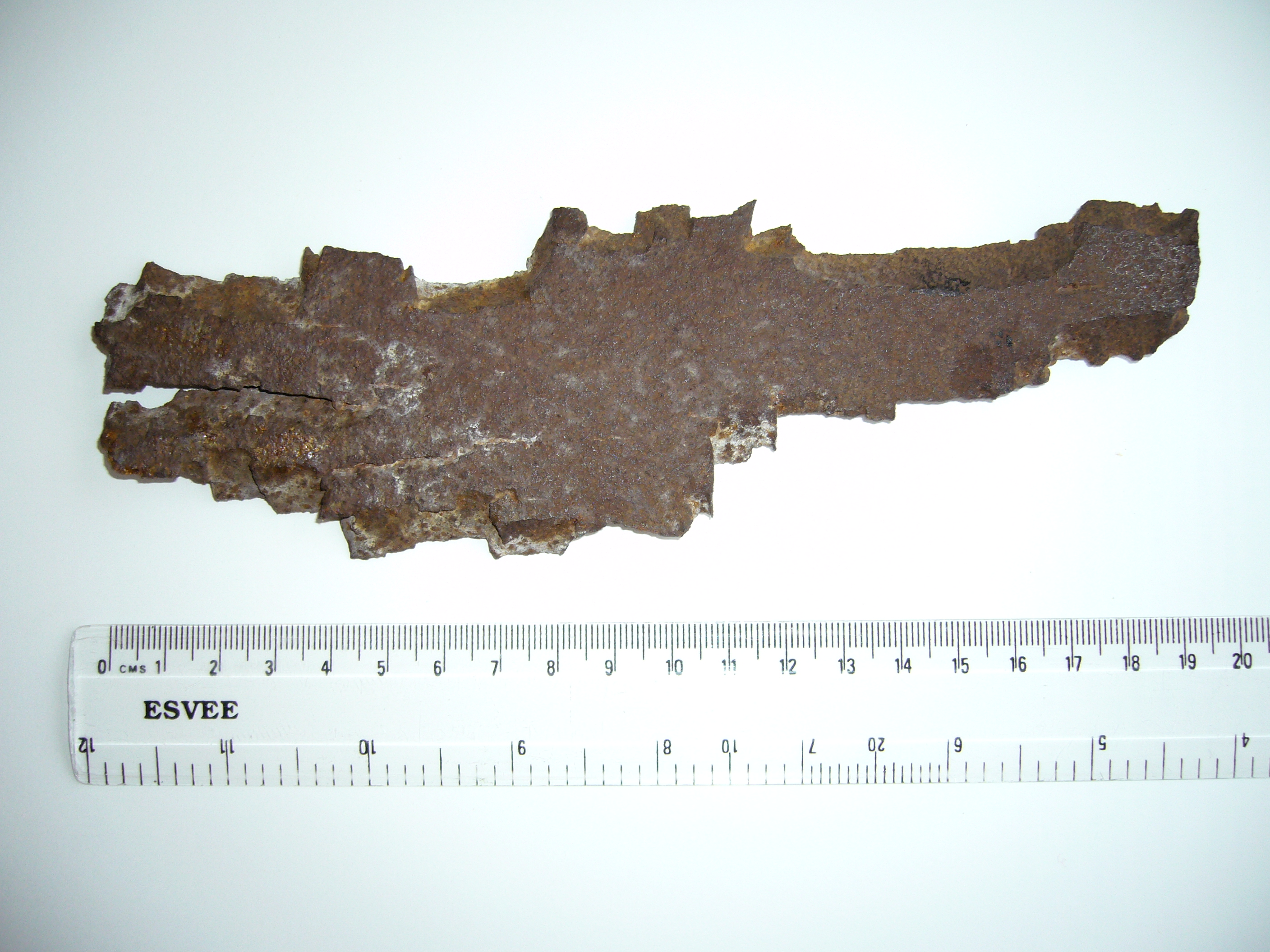
海灣戰爭之中一枚炮彈的破片
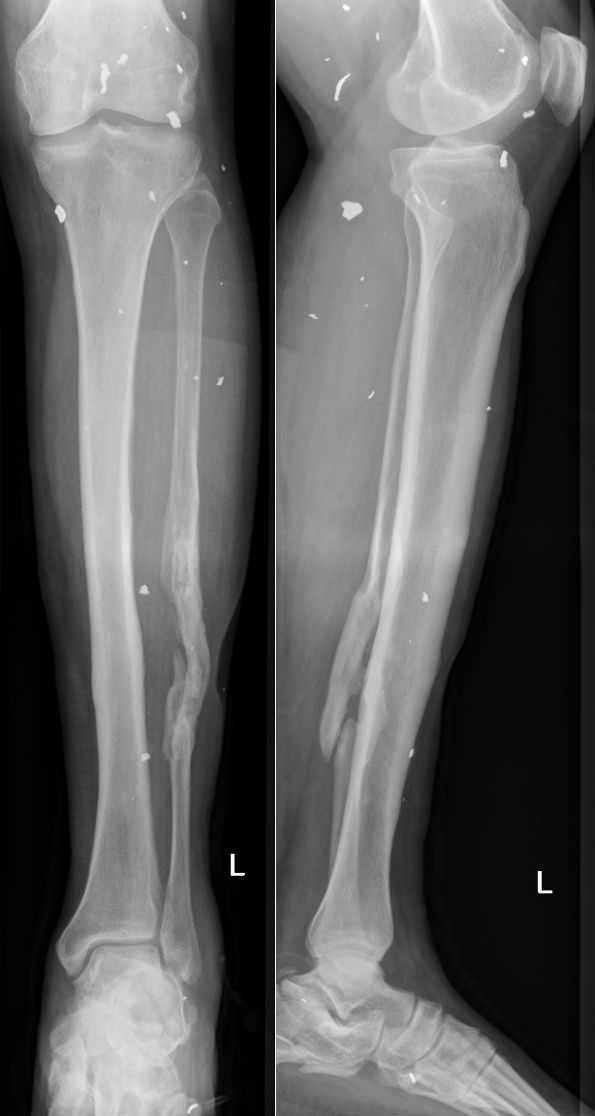
小腿軟組織中的手榴彈破片 (以及腓骨的一處舊傷)